# ドリッツォーナ
ドリッツォーナ（伊: Drizzona）は、イタリア共和国ロンバルディア州クレモナ県ピアーデナ・ドリッツォーナに属する分離集落（フラツィオーネ）。
かつては独立したコムーネであったが、2019年1月1日にピアーデナと合併して新自治体の一部となった。

## 地理

### 位置・広がり

#### 隣接コムーネ
コムーネとしてのドリッツォーナは、以下のコムーネと隣接していた。括弧内のMNはマントヴァ県所属を示す。
- カンネート・スッローリオ (MN)
- イーゾラ・ドヴァレーゼ
- ピアーデナ
- トッレ・デ・ピチェナルディ
- ヴォルティード

### 気候分類
気候分類では、zona E, 2389 GGに分類される。